# Näsbyggebyn
Näsbyggebyn är en by i Näsbygge fjärding, Siljansnäs socken, Leksands kommun. Näsbyggebyn ingår idag delvis i Siljansnäs tätort.
Byn är en av Siljansnäs äldsta. Fynd från flera stenåldersboplatser har påträffats i byns åkermark ned mot Alviken. Byn är även rik på slagg från primitiv järnhantering.
I skriftliga källor dyker byn upp första gången 1435. I den äldsta skattelängden 1539 upptas 7 hemman i Näsbyggebyn. Älvsborgs hjälpskatteregister anger 6 hemman, och mantalslängden 1668 7 hushåll. Holstenssons karta från 1668 har 8 gårdstecken i Näsbyggebyn.
Mantalslängden 1766 redovisar 18 hushåll, medan mantalslängden 1830 upptar 20. På 1920-talet anger Karl-Erik Forsslund att byn rymde 29 gårdar.